# ثور سولبرغ
ثور سولبرغ (بالنرويجية البوكمول: Thor Solberg)‏ هو طيار نرويجي، ولد في 28 مارس 1893 في فلورا ‏ في النرويج، وتوفي في 27 فبراير 1967.